# Dones durant la Guerra d'Algèria
Les dones van complir diverses funcions durant la guerra d'Algèria (1954-1962), la guerra per la independència d'Algèria. La majoria de dones musulmanes que es van convertir en participants actives ho van fer al costat del Front d'Alliberament Nacional (FLN). Els francesos van incloure algunes dones, tant musulmanes com franceses, en el seu esforç bèl·lic, però no estaven tan completament integrades ni tenien la mateixa amplitud de tasques que les seves germanes algerianes. El nombre total de dones implicades en el conflicte, segons determina el registre de veterans de la postguerra, és d'11.000, però és possible que aquesta xifra fos significativament superior a causa de la poca informació que existeix.

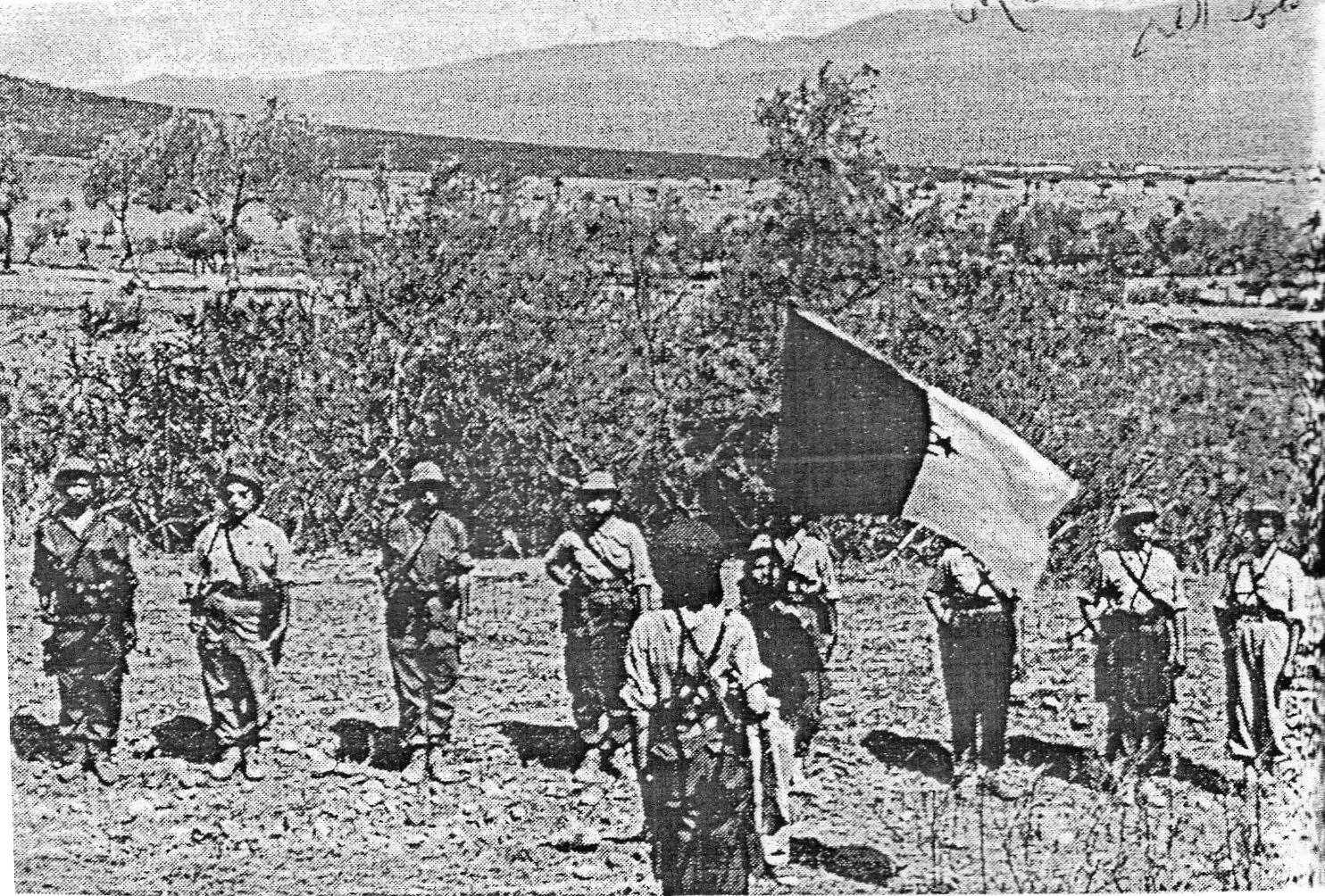
Dones durant la Guerra d'Algèria
Organització administrativa de l'Algèria francesa entre 1905 i 1955
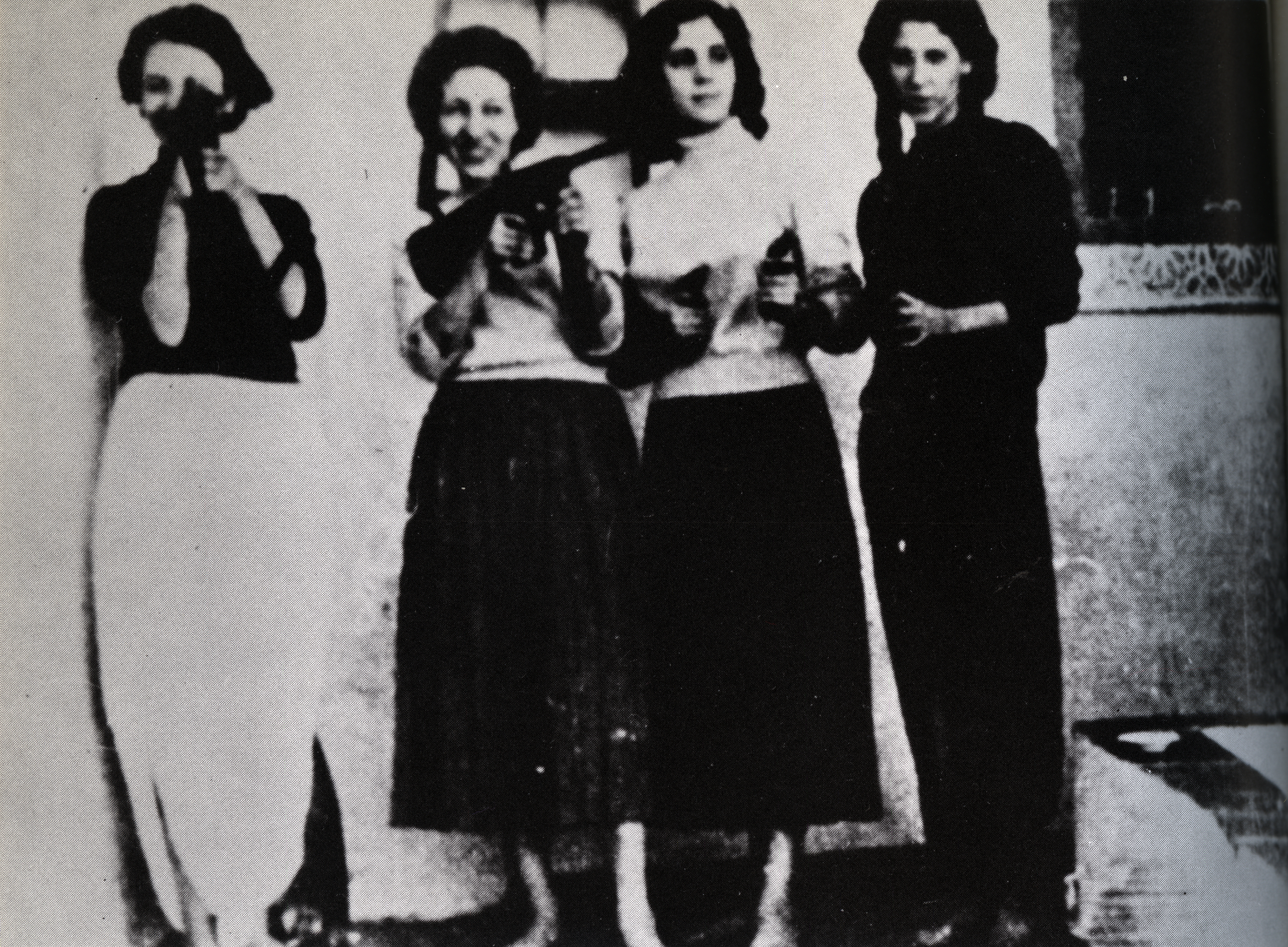
Versió cinematogràfica d'un escamot del FLN format per Samia Lakhdari, Zohra Drif, Djamila Bouhired i Hassiba Bent-Bouali, 1956

Hi ha una distinció entre dos tipus diferents de dones que es van implicar: les urbanes i les rurals. Les dones urbanes, que constituïen al voltant del 20% de la força global, havien rebut algun tipus d’educació i solien escollir per la seva banda el FLN. D’altra banda, les dones rurals en gran manera analfabetes (el 80% restant) es van implicar a causa de la proximitat geogràfica a les operacions del FLN aparellades amb la força, tot i que algunes d’elles es van unir per compassió.
Les dones combatents rurals de la guerra d'Algèria van ser anomenades mujahidat i «van deixar les seves cases i famílies per unir-se a les bandes de guerrilles armades del FLN, l'Armée Libération Nationale (ALN)». Tendien a ser joves, solteres i preparades per unir-se la resistència «amb o sense l'aprovació de les seves famílies». Les mujahidat també eren «assistents socials de la població rural de les zones on estaven enviades i donaven consells a les camperoles locals sobre temes com la higiene i l'educació». També tenien importants responsabilitats polítiques, ja que moltes d'aquestes combatents van promoure el FLN «organitzant reunions polítiques amb dones locals».
Les dones combatents urbanes eren anomenades fidayat i, en gran part, «participaven en activitats paramilitars als centres urbans».

## Rols
Les dones van operar en diverses zones durant el transcurs de la rebel·lió. Meredith Turshen afirma: «Les dones van participar activament com a combatents, espies, recaptadores de diners, a més d'infermeres, netejadores i cuineres».
Gerard De Groot afegeix: «Les dones van ajudar les forces de combat masculines en àrees com el transport, la comunicació i l'administració». El ventall d’implicació d’una dona podia incloure tant papers de combatents com de no-combatents. Tot i que la majoria de les tasques que feien les dones se centraven en l’àmbit de no-combatents, es notaven amb més freqüència aquelles que envoltaven el nombre limitat de participants en actes de violència. La realitat era que «les dones rurals de les xarxes de suport a les zones rurals» contenien la immensa majoria de les dones que hi participaven. No es tracta de marginar les dones que van participar en actes de violència, sinó simplement d’il·lustrar que es constituïen en minoria.

## Dones combatents
Malgrat el fet que la destrucció d'objectius civils i militars per part de dones mitjançant activitats paramilitars incloïa menys de setanta dones, o aproximadament el 2% del total de dones del braç militar del FLN, van ser aquests actes, especialment durant la batalla d'Alger (1957), que va rebre la major part de l’atenció dedicada a les dones en aquest conflicte.
Una de les raons d’aquesta atenció va ser que les dones que van perpetrar violència directa contra els francesos van ser Djamila Boupacha i Djamila Bouhired, combatents de la batalla d’Alger. Finalment capturades, els judicis d’aquestes dones, específicament el de Bouhired, van obtenir el reconeixement del públic internacional.
Una altra raó és que la naturalesa violenta d’aquestes activitats, especialment quan les duien a terme dones, era molt més sensacional quan alimentaven i guarien els soldats del FLN.

## Testimonis orals
Com que no existeixen molts informes escrits sobre les mujahidat i les fidayat, els testimonis orals han estat la font principal per entendre la importància dels rols de les dones al FLN-ALN i les seves contribucions a la guerra d'Algèria. Tot i que aquests testimoniatges importants donen veu a dones que sovint estaven «excloses de la història i la memòria de la guerra d'Algèria, a més de ser víctimes de l'Algèria postcolonial», queden moltes omissions en els relats orals de dones combatents.
Algunes qüestions particularment difícils que sovint s'exclouen dels testimonis orals es refereixen als «matrimonis de les dones guerrilleres i al control del FLN-ALN sobre la sexualitat de les dones guerrilleres». Com va assenyalar l'erudit Ryme Seferdjeli, «En dues entrevistes amb mujahidat (Layla Ettayeb i Djamila Amrane) que es van casar quan eren guerrilleres, es van negar categòricament a parlar de les circumstàncies en què es van casar; ni farien cap comentari al respecte». Un altre exemple de per què els testimonis de violacions i tortures de dones combatents a Algèria no surten a la llum es pot veure a la història d’una mujahidat anomenada Louisette Ighilahriz. Quan Ighilahriz «va publicar la seva història admetent haver estat torturada i violada durant la guerra d'Algèria, va rebre poc suport d'altres mujahidats». Això es pot explicar pel fet que revelar aquesta violència, especialment de naturalesa sexual, es considera un tabú, i reviure aquest trauma pot ser extremadament difícil per les supervivents de la violència sexual.

Per tant, poques dones combatents estan preparades per admetre públicament històries personals de tortures i violacions que van patir durant la guerra. A més, revelant relats de violència sexual i subjugació durant la guerra, les mujahidat es veurien com a dones víctimes en lloc de lluitadores valentes que eren membres absolutes de l'ALN. Durant i després de la guerra, la retòrica del FLN es va centrar molt a difondre una imatge heroica de la mujahidat, «per tal d'assolir el reconeixement públic» i com a forma de propaganda revolucionària, que pot haver influït en els testimonis orals de les mujahidat. En una entrevista amb una mujahidat anònima, va reconèixer que:
| « | És difícil escriure història. Hi ha coses que mai no podrem explicar. He de reconèixer que tindria dificultats per invocar determinats punts o detalls. | » |

En una altra entrevista amb un mujahidat anomenat Houria, quan l'entrevistadora i historiadora Chérifa Bouatta li va preguntar sobre la naturalesa de les relacions afectives i sexuals amb el seu primer marit, Houria de seguida va respondre: «No, no parlem d'això».

## Operacions encobertes
A més de les tasques generals de suport, les dones posseïen habilitats específiques del seu gènere que les permetien fer tasques clandestines que haurien resultat difícils per als homes. Tot i que les dones van utilitzar aquestes capacitats tant en els zones urbans com en les rurals durant la guerra, era la naturalesa de la dimensió urbana de la guerra la que contenia la major concentració, tant en nombre com en freqüència, d’activitats encobertes per part de dones. L'exemple més ben documentat d'això es troba a la batalla d'Alger. En aquesta batalla, els agents masculins del FLN que actuaven en la clandestinitat van romandre fora de l'àmbit públic per a evitar la detenció i els interrogatoris, mentre que les dones que van ajudar-los a mantenir-los amagats van poder moure's lliurement i fer contraban d'armes i d'explosiu gràcies al seu aspecte personal. La manera com ho feien les dones era doble; primer per la pràctica religiosa de portar l'hijab (que feia que els francesos la veiessin com una sospitosa), o bé adoptant una aparença europea per aparentar demostrar la seva adhesió als valors i a la forma de vida francesos. Dones com Djamila Bouhired van ser acusades de dur a terme atacs terroristes ordenats per la direcció del FLN (a causa de la incapacitat dels homes de realitzar atacs terroristes per estar molt vigilats), i ho van fer utilitzant canvis de vestimenta per a no aixecar sospites.
El desig de treure el vel per part dels francesos es va manifestar perquè la dona algeriana era objectiu de la luxúria dels homes francesos. Per no despertar sospites, les dones algerianes utilitzaven instruments d’estil occidental com cotxets i bosses de mà per amagar explosius mentre portaven vestits occidentals sense cap vel.
Yasmine Belkacem va dur a terme un intent d'atac terrorista amb explosius, però potser l’incident més famós en què van intervenir dones revolucionàries algerianes durant la batalla d’Alger va ser l'atemptat del Milk Bar Café de 1956, quan Djamila Bouhired, Zohra Drif, Samia Lakhdari i Yacef Saâdi van ficar tres explosius: un a una cafeteria del carrer Michelet, un a l’oficina d'Air France a l'edifici de Mauritània a l'Alger (que no va esclatar), i una última al cafè Milk Bar, que va matar 3 dones joves i va ferir múltiples adults i nens. Raymonde Peschard, membre del Partit Comunista Algerià, va ser acusada inicialment de còmplice de l'atemptat i es va veure obligada a fugir de les autoritats colonials. El setembre de 1957, Drif va ser arrestada i condemnada a vint anys a la presó de Barbarossa, però finalment va ser indultada per Charles de Gaulle en l'aniversari de la independència d'Algèria el 1962.

## El FLN i les dones
Alguns historiadors argumenten que els líders i els combatents masculins generalment acceptaven la presència de dones a les guerrilles, veient-les com a germanes en el combat. Altres afirmen que eren totalment hostils a la presència de dones a les unitats militars.
Externament, el FLN va dur a terme polítiques que van destacar les dones a la guerra d'Algèria. El Moudjahid, una publicació del FLN, va intentar crear el «mite de la guerrera» i idolatrar-la com a màrtir i eix de la guerra. Els articles publicats, incloses les contribucions de dones a una sèrie de «Diari d’una guerrillera», posen a la dona una llum heroica que posa de manifest la seva valentia i les seves contribucions a l'esforç bèl·lic. Els escrits de Frantz Fanon també es van prestar a la propaganda del FLN perquè defensava la idea que, simplement participant a la guerra, les dones estaven participant en un acte d'alliberament. El FLN va ser capaç de formular una motivació per a les dones basada en una «noció abstracta de llibertat» relacionada amb un fort nacionalisme, en contraposició a un objectiu de progrés social, evitant la necessitat de participar en un debat sobre les qüestions de les dones perquè ho equiparaven a la llibertat del domini colonial. Públicament, el FLN va identificar les contribucions de les dones, però en conseqüència va evitar prometre recompenses específiques.

Les actituds internes del FLN cap a les dones es descriuen en una declaració d'un comandant del FLN, Si Allal:
| « | Està prohibit reclutar «djoundiates» [dones soldats] i infermeres sense l’autorització de la zona. A l'Algèria independent, la llibertat de la dona musulmana s'atura a la porta de casa seva. La dona mai no serà igual a l’home. | » |

Hi havia obstacles que impedien la participació de dones, inclòs el desig d'alguns homes de no sotmetre les dones a cap perill addicional fora dels importants riscos de viure simplement a Algèria en aquest moment; es podia produir un canvi dramàtic, que molts membres del FLN no estaven convençuts, que caldria que les dones passessin de la vida aïllada a la participació activa; i una manca general de confiança en les dones, especialment la seva capacitat per guardar secrets del FLN si eren capturades. En entrar a la resistència, també hi havia requisits addicionals, com una investigació sobre l'adulteri que comportava una pena de mort, i una prova de la seva virginitat. La implicació de les dones, especialment les que tenien estudis i tenien tendències proactives, de vegades incomodava els seus homòlegs masculins, que eren sovint analfabets. Com a resultat d'aquest i d'altres factors, el FLN va promulgar la deportació d'aquests elements femenins progressistes als països del voltant, un gran percentatge de les quals van ser retirades d'Algèria el 1958.
Segons l'erudit Ryme Seferdjeli, «les dones han estat reticents a abordar la qüestió dels matrimonis mentre eren guerrilleres». Tot i que es van produir matrimonis durant la guerra, no s'ha determinat del tot si es van forçar o no els matrimonis. Moltes dones combatents entrevistades van ser evasives pel que fa al tema del matrimoni durant la guerra. A més, «en algunes wilaya, el FLN va encoratjar fortament les mujahidat a casar-se» i moltes mujahidat «que es van unir a l'ALN durant la guerra van acabar casant-se» amb els homes combatents de les guerrilles. L'ALN «va autoritzar o prohibir els matrimonis» en funció de la decisió del valí i si en aquell moment l'ALN trobava que els matrimonis eren problemàtics o beneficiosos.
La historiadora i excombatent Djamila Minne, que va entrevistar moltes exdones combatents, explica que:
| « | Més enllà d’aquests sentiments de recel i hostilitat, o d’admiració i glorificació, es van establir profunds vincles d’afecte, que van ser el resultat de llargs períodes passats junts i de perills enfrontats junts. Durant les entrevistes, em va cridar l’atenció que de les 47 dones militants que es van casar durant o després de la guerra, 38 estan casades amb homes militants. Ara, per a un lluitador, casar-se amb una dona lluitadora és la millor prova d’acceptar la lluita en què va participar i d’estimar el que ha estat. | » |

## França i les dones
El 1957, en gran part mitjançant la tortura de dones capturades, els francesos van arribar a conèixer els diferents rols de les dones membres del FLN, incloses les seves accions terroristes.
En aquesta època, els francesos van iniciar una «campanya d'emancipació» dirigida a les dones musulmanes que pretenia apartar-les del FLN. Això incloïa el Pla de Constantine dirigit a augmentar l'educació de les dones (l’Ordenança 59-274), que donava més veu a les dones sobre el seu estat civil, la presentació pública de dones algerianes per part de les dones franceses, l'extensió del vot a les dones el 1957, i la instal·lació simbòlica de les dones musulmanes en càrrecs públics, entre d'altres. Malauradament per als francesos, aquesta campanya, tot i que va tenir alguns èxits, va ser en gran part ineficaç.

## Després de la guerra
Els estudiosos no estan d’acord sobre l'efecte de la participació de les dones al FLN sobre els drets de les dones després del conflicte. Per exemple, Laura Sjoberg i Caron E. Gentry afirmen que les dones a Algèria, independentment de la seva participació i contribucions al conflicte, no obstant això, van romandre en la seva posició subordinada prèvia a la guerra com a conseqüència de les condicions socials, religioses i culturals imperants.
D'altra banda, Natalia Vince escriu que, «argumentar que els anys de guerra van ser un període de relativa llibertat per a les dones rurals ... en què tenien més oportunitats d'entrar a l'esfera pública i barrejar-se amb els homes, cosa que al seu torn va provocar un canvi permanent d’actituds o un retorn al domini masculí i àmbits separats un cop finalitzada la guerra, consisteix a adoptar una anàlisi que les entrevistades rurals no utilitzarien per a elles mateixes».

## Pel·lícules
- La Battaglia di Algeri, de Gillo Pontecorvo (1966).